# Rex Ingram (regisseur)
Rex Ingram (Dublin, 15 januari 1892 – Los Angeles, 21 juli 1950) was een Amerikaans regisseur van Ierse komaf.

## Loopbaan
Rex Ingram studeerde beeldhouwkunst aan Yale, voordat hij in 1913 bij de filmstudio Edison als decorontwerper, acteur en scenarioschrijver aan de slag ging. Vanaf 1915 was hij als regisseur werkzaam bij de filmmaatschappijen Fox en Universal. In 1921 draaide hij de film The Four Horsemen of the Apocalypse met Rudolph Valentino in de hoofdrol. De prent oogstte zowel bij het publiek als bij de critici veel bijval en betekende de grote doorbraak voor  Valentino.
In 1923 keerde hij Hollywood voorgoed de rug toe. Ingram verhuisde naar Frankrijk en richtte samen met zijn vrouw Alice Terry een eigen filmstudio op in Nice. In 1932 regisseerde hij met Baroud zijn eerste en enige geluidsfilm. De rest van zijn leven wijdde hij aan reizen en beeldhouwen. Hij bekeerde zich tot de islam en verbleef meerdere jaren in Caïro.
Ingram stierf op 58-jarige leeftijd aan de gevolgen van een hersenbloeding.

## Filmografie
- 1916: The Great Problem
- 1916: Broken Fetters
- 1916: The Chalice of Sorrow
- 1917: Black Orchids
- 1917: The Reward of the Faithless
- 1917: The Pulse of Life
- 1917: The Flower of Doom
- 1917: The Little Terror
- 1917: His Robe of Honor
- 1917: Humdrum Brown
- 1919: The Day She Paid
- 1920: Shore Acres
- 1920: Under Crimson Skies
- 1920: Hearts Are Trumps
- 1921: The Four Horsemen of the Apocalypse
- 1921: The Conquering Power
- 1922: Turn to the Right
- 1922: The Prisoner of Zenda
- 1922: Trifling Women
- 1923: Where the Pavement Ends
- 1923: Scaramouche
- 1924: The Arab
- 1926: Mare Nostrum
- 1926: The Magician
- 1927: The Garden of Allah
- 1929: The Three Passions
- 1932: Baroud